# Mount Helena, British Columbia
Mount Helena är ett berg i Kanada.   Det ligger i provinsen British Columbia, i den sydvästra delen av landet, 3 600 km väster om huvudstaden Ottawa. Toppen på Mount Helena är 2 057 meter över havet, eller 6 meter över den omgivande terrängen. Bredden vid basen är 0,26 km.
Terrängen runt Mount Helena är huvudsakligen mycket bergig. Trakten är glest befolkad.